# Servicio Urbano de Algeciras
El Servicio Urbano de Algeciras es el conjunto de las líneas de autobuses urbanos de la ciudad española de Algeciras (Campo de Gibraltar, Provincia de Cádiz, Andalucía). Estaba operado por la empresa CTM-Grupo Ruiz, que adquirió la antigua Cooperativa de Transportes de Marruecos en 2007. En marzo de 2020, el servicio fue municipalizado  y desde entonces es prestado por la empresa municipal Algesa bajo las siglas "CTA".  Este proceso se produjo después de que la empresa concesionaria entrase en concurso de acreedores en 2015 y después de varios años de intentos de municipalización. 
Desde el 1 de noviembre de 2016 el servicio se compone de 6 líneas regulares, pues se eliminaron otras seis.  La terminal de autobuses urbanos se encuentra en la Plaza de San Hiscio, frente a la entrada central al puerto y el helipuerto, y a 500 metros de las estaciones de autobuses y de ferrocarril. Todas las líneas, excepto la 4, tienen parada en esta terminal. Desde julio de 2020, el servicio se encuentra integrado en el Consorcio de Transporte Metropolitano del Campo de Gibraltar. 
Desde su municipalización en 2020, el número de viajeros ha crecido de forma constante. En su primer año completo, 2021, la compañía transportó a 888.814 pasajeros, cifra que se ha incrementado cada año hasta alcanzar los 1.558.556 viajeros en 2024. 

## Líneas
Las tarifas vigentes son las siguientes:
Los trayectos son los siguientes: 
- las líneas 1, 2, 3, 4 y 5, realizan trayectos longitudinales norte-sur atravesando toda la ciudad;
- y la 6, va desde el centro hacia el oeste de Algeciras.

| Línea | Trayecto                 |
| ----- | ------------------------ |
| 1     | Puerta Europa-La Juliana |
| 2     | San Bernabé-Getares      |
| 3     | Rinconcillo-San García   |
| 4     | La Menacha-Hospital      |
| 5     | Nueva Ciudad-El Cobre    |
| 6     | Plaza Alta-Cortijo Vides |